# Краус, Лили
Лили Краус (нем. Lili Kraus; 4 марта 1903, Будапешт, Австро-Венгрия — 6 ноября 1986, Ашвилл, США) — венгерская пианистка, жившая в Австрии, Великобритании и США. Первой записала все клавирные сонаты и исполнила все фортепианные концерты Моцарта.

## Биография
Лили Краус родилась в 1903 году в Будапеште. Её мать, певица-любительница, с ранних лет начала готовить дочь к карьере пианистки. С шести лет Лили начала брать уроки фортепианной игры, а в восемь лет поступила в Королевскую академию музыки в Будапеште. В числе её учителей были Бела Барток (фортепиано), Золтан Кодай (композиция) и Лео Вайнер (камерный ансамбль). Окончив Академию с отличием в 17 лет, Лили продолжила образование в Академии музыки в Вене, в частности, у Северина Айзенбергера и Эдуарда Штойермана. Первое её сольное выступление состоялось в 1920 году в Гааге. В 1923 году Лили стала преподавателем Венской академии. Она занимала эту должность на протяжении шести лет, после чего отправилась в мировое турне и вскоре приобрела репутацию выдающейся исполнительницы музыки классиков, в частности, Моцарта, Гайдна и Бетховена.
В Вене Лили Краус познакомилась с Отто Мандлем, горным инженером, и в 1930 году вышла за него замуж. В том же году они переехали в Берлин, где Лили продолжила совершенствоваться у Артура Шнабеля. В Берлине родились её двое детей. В 1932 году Лили с семьёй переехали в Италию и поселились рядом с озером Комо, однако перед началом Второй мировой войны вынуждены были переселиться в Лондон, а затем в Амстердам. В 1940 году Лили Краус, вместе с мужем и детьми, отправилась во второе мировое турне. Оно началось в Индонезии, однако в июне 1943 года Лили, по сфабрикованному обвинению, была интернирована японскими оккупационными властями на острове Ява. Её муж и дети также были арестованы, и, оказавшись в разных лагерях, на протяжении года члены семьи не имели никаких сведений друг о друге. Лили содержалась в плохих условиях и была вынуждена заниматься тяжёлым физическим трудом. В 1944 году, благодаря вмешательству японского дирижёра, слышавшего выступление Лили в 1936 году в Токио, семья воссоединилась в привилегированном лагере в Джакарте. Освобождение наступило лишь в августе 1945 года, после чего Краусы отправились в Австралию, а затем в Новую Зеландию.
В послевоенные годы пианистка продолжила активную концертную деятельность. В 1948 году она вернулась в Европу и стала гражданкой Великобритании. В 1949 году состоялся её дебют в Нью-Йорке. Позднее в том же году Лили с мужем уехали в Южную Африку, где Лили с 1949 по 1950 год преподавала в Кейптаунском университете. В последующие годы супруги жили в Париже, Вене и Ницце, где Отто Мандль умер в 1956 году. Лили вернулась в Лондон, а в 1967 году переехала, вместе с дочерью и её мужем, в США. С 1967 по 1983 год она преподавала в Техасском христианском университете. Её исполнительская карьера закончилась в 1982 году из-за ревматоидного артрита. Лили Краус умерла в Ашвилле (Северная Каролина) в 1986 году.
Лили Краус считается одной из лучших представительниц австрийской школы. Критики отмечали её техническое мастерство, тонкость фразировки, тщательную отделку деталей, умение создавать яркие динамические контрасты и оригинальность интерпретаций. На протяжении своей жизни Краус создала более ста записей, в первую очередь произведений Вольфганга Амадея Моцарта. В её репертуар также входили произведения Шуберта, Баха, Шопена и Бартока.